# Dillon Barnes
Dillon Barnes (* 8. April 1996 in London) ist ein englisch-jamaikanischer Fußballtorhüter, der aktuell beim FC Haringey Borough unter Vertrag steht.

## Karriere
Dillon Barnes spielte in seiner Jugendkarriere in London beim FC Barnet und FC Fulham. Von November 2014 bis Januar 2015 spielte er leihweise beim FC Farnborough in der National League South. In elf Partien blieb er zweimal ohne Gegentor. Im Sommer 2015 stand er kurzzeitig bei Bedford Town unter Vertrag. Nach einem erfolgreichen Probetraining unterschrieb er im August 2015 einen Vertrag beim englischen Drittligisten Colchester United. In der Saison 2015/16 war er hinter Elliot Parish und Jamie Jones dritter Torhüter. Mit 99 Gegentoren stieg der Verein als Vorletzter der Tabelle in die vierte Liga ab. In der folgenden Viertligaspielzeit war er hinter Sam Walker zweiter Torwart. Ohne einen Ligaeinsatz für Colchester absolviert zu haben, wurde Barnes 2017 an Welling United und 2018 an Hemel Hempstead Town verliehen. Nach seiner Rückkehr kam er im April und Mai 2018 zu jeweils einem Spiel über 90 Minuten als er für Colchester zwischen den Pfosten stand. Bei seinem Debüt gegen Swindon Town blieb er ohne Gegentor. Nachdem die eigentliche Nummer 1 Sam Walker den Verein in Richtung Reading verlassen hatte, erhielt Barnes erstmals die Gelegenheit, sich als Stammtorhüter zu beweisen. An den ersten 17 Spieltagen der Saison 2018/19 hielt er im Tor von Colchester sechsmal die „Null“. Mitte Dezember verlor er seinen Platz im Tor an den Iren Rene Gilmartin, der diesen bis Ende März innehatte. Barnes kam im März und April nochmals für Colchester zum Einsatz und blieb in fünf Spielen dreimal ohne Gegentor.
Im Juli 2019 wechselte Barnes zum Zweitligisten Queens Park Rangers aus London, bei denen er einen Zweijahresvertrag erhielt. Als Ersatztorhüter kam er zu keinem Einsatz im Trikot der Rangers in der Spielzeit 2019/20. Im September 2020 wurde er nach Schottland an Hibernian Edinburgh verliehen. In Edinburgh sollte er sich mit dem israelischen Nationaltorhüter Ofir Marciano um die Position im Tor duellieren. Die Leihe wurde im Januar 2021 vorzeitig beendet. Zwei Wochen nach seiner Rückkehr wurde er jedoch erneut verliehen, diesmal in die League One an Burton Albion. Hier war er teilweise sogar nur dritter Torhüter und wurde nur im letzten Ligaspiel der Saison tatsächlich eingesetzt.
Zurück bei den Queen Park Rangers wurde er dort nicht eingesetzt. Ende Dezember 2021 erfolgte eine kurzfristige Ausleihe zu Yeovil Town, die zu diesem Zeitpunkt in der National League, der fünfthöchsten englischen Liga, spielten, da dem Verein für einen Monat ein Torwart infolge einer Sperre nach einer roten Karte nicht zur Verfügung stand. Er kam hier aber nur zu einem Einsatz in einem Ligaspiel und einem Spiel im Ligapokal.
Mitte Februar 2022 wurde er für den Rest der Saison an Aldershot Town, die ebenfalls in der National League spielen, ausgeliehen. Aber schon nach einem Monat und vier Ligaspielen wurde die Ausleihe wieder beendet.
Mit Ende der Saison 2021/22 endete sein Vertrag bei den Rangers, ohne dass er ein einziges Spiel für den Verein selbst bestritten hatte.
Erst zur Saison 2023/24 fand er einen neuen Vertrag beim FC Haringey Borough, einem halb-professionellen Verein.

## Nationalmannschaft
Barnes gehörte zum Kader der jamaikanischen Fußballnationalmannschaft Gold-Cup 2021. Sein dortiger Einsatz im Gruppenspiel gegen Costa-Rica war sein einziges Länderspiel. Bis Ende 2022 stand er noch mehrfach im Kader der Nationalmannschaft, wurde aber nicht eingesetzt.